# Jocs Olímpics d'Estiu de 1944
Els Jocs Olímpics d'Estiu de 1944, oficialment Jocs de la XIII Olimpíada, havien de ser els jocs que s'havien de disputar a la ciutat de Londres (Regne Unit) l'any 1944. A conseqüència de la Segona Guerra Mundial (1939-1945) foren cancel·lats.

## Antecedents
En una reunió realitzada pel Comitè Olímpic Internacional l'any 1939 s'escollí la ciutat de Londres per davant de les candidatures de Roma (Itàlia), Detroit (Estats Units d'Amèrica), Lausana (Suïssa), Atenes (Grècia), Budapest (Hongria), Hèlsinki (Finlàndia) i Mont-real (Canadà).
L'esclat de la Segona Guerra Mundial provocà la cancel·lació dels Jocs. Londres fou l'organitzadora dels Jocs Olímpics d'Estiu de 1948, havent estat seu de l'edició de 1908 i sent l'escollida per realitzar l'edició de 2012.